# Бетта Сент-Джон
Бетта Сент-Джон (англ. Betta St. John, урождённая Бетти Джин Стриглер (англ. Betty Jean Striegler), 26 ноября 1929, Хоторн, Калифорния — 23 июня 2023, Брайтон, Восточный Суссекс, Великобритания) — американская актриса, певица и танцовщица.

## Биография
Дебютировала на экранах в возрасте 10 лет, исполнив свои первые роли в таких фильмах как «Дестри снова в седле» (1939) и «Джейн Эйр» (1943). Вскоре она попала под внимание знаменитого творческого дуэта Ричарда Роджерса и Оскара Хаммерстайна II, благодаря чему в 1945 году Сент-Джон попала на Бродвей со своей дебютной ролью в мюзикле «Карусель». В 1949 актриса вернулась на бродвейскую сцену в роли Лиат в мюзикле «Юг Тихого океана», в котором играла последующие пять лет. С гастролями этого мюзикла Сент-Джон выступала и в Лондоне, где познакомилась с будущем мужем, актёром Питером Грантом. От него актриса родила трёх детей, а их брак продлился до смерти Гранта в 1992 году.
В 1950-х Сент-Джон продолжила карьеру в кино, появившись в дальнейшем в картинах «Идеальная жена» (1953), «Плащаница» (1953), «Все братья были храбрецами» (1953), «Принц студент» (1954), «Дыхательная трубка» (1958) и «Коридоры крови» (1958). Актриса дважды снялась в серии фильмов о Тарзане, таких как «Тарзан и неудачное сафари» (1957) и «Тарзан великолепный» (1960). Последний раз на большом экране актриса появилась в 1960 году в фильме ужасов «Город мёртвых», а спустя пять лет завершила свою актёрскую карьеру ролью в телесериале «Третий человек». В 1999 году Сент-Джон приняла участие в 50-летии мюзикла «Юг Тихого океана», появившись в компании других участников оригинального состава в Нью-Йорке.
Бетта Сент-Джон умерла в доме престарелых в Брайтоне, Англия, 23 июня 2023 года в возрасте 93 лет.